# Nigeria en los Juegos Olímpicos de Los Ángeles 1984
Nigeria estuvo representada en los Juegos Olímpicos de Los Ángeles 1984 por un total de 32 deportistas que compitieron en 4 deportes.  
El portador de la bandera en la ceremonia de apertura fue el atleta Yusuf Alli.

## Medallistas
El equipo olímpico nigeriano obtuvo las siguientes medallas:
| Nombre                                                    | Deporte   | Competición     |
| --------------------------------------------------------- | --------- | --------------- |
| Oro                                                       |           |                 |
| —                                                         |           |                 |
| Plata                                                     |           |                 |
| Peter Konyegwachie                                        | Boxeo     | Pluma (57 kg) M |
| Bronce                                                    |           |                 |
| Sunday Uti Moses Ugbusien Rotimi Peters Innocent Egbunike | Atletismo | 4 × 400 m M     |